# Encre de soja
L'encre de soja, parfois appelée encre au soja, est un type d'encre fabriqué à partir de soja. À l'opposé des encres traditionnelles à base de pétrole (matière non-renouvelable), l'encre de soja est plus écologique, reproduirait les couleurs plus fidèlement, et facilite le recyclage du papier[réf. nécessaire].  Elle met cependant plus de temps à sécher que les autres encres[citation nécessaire].

## Histoire
À la fin des années 1970, le Newspaper Association of America (« l'association des journaux américains ») cherchait différentes façons de créer une nouvelle encre, plutôt que d'utiliser l'encre standard basée sur le pétrole. La hausse des prix du pétrole et les querelles avec les pays de l'OPEP étaient les raisons qui l'ont poussé à vouloir trouver un procédé d'impression plus sûr et plus rentable. Après avoir testé plus de 2 000 formules d'huile végétale différentes, les chercheurs de la NAA ont trouvé satisfaction en utilisant de l'huile de soja. En 1987, les sojas ont été testés par The Gazette of Iowa dans un tirage d'impression concret. Le test a été une réussite. À peu près un quart des imprimantes commerciales dans les États-Unis utilisent maintenant de l'encre de soja.
Le National Soy Ink Information Center (« centre national d'information de l'encre de soja ») a été fondé en 1993 par l'Iowa Soybean Association  pour promouvoir la recherche et l'usage de l'encre de soja.
Le centre a créé le label Soyseal, utilisé pour identifier les produits remplissant les conditions requises. Le succès de l'encre de soja a été jugé suffisant pour justifier la fermeture du National Soy Ink Information Center en 2005. L'utilisation du SoySeal est maintenant régulée par l'American Soybean Association.

## Production
Pour produire l'encre de soja, on raffine légèrement l'huile, qu'on mélange ensuite avec des pigments, de la résine et de la cire. Bien que l'huile de soja soit une huile végétale comestible, l'encre n'est ni comestible, ni 100 % biodégradable parce que les pigments et les additifs ajoutés sont les mêmes que pour les encres à base de pétrole. Les études de biodégradabilité menées par Erhan et Bagby ont conclu que le transporteur de pigment dans les encres 100 % soja se dégrade presque deux fois plus complètement que pour l'encre composée d'huile de soja et de résines de pétrole, et plus de quatre fois plus complètement que pour les encres au pétrole,. L'encre de soja est par ailleurs un constituant efficace dans le cadre de la valorisation des déchets en papier et en carton car elle se retire plus facilement du papier que les encres classiques durant le processus de désencrage.
Certains imprimeurs rapportent avoir besoin de moins d'encre pour imprimer la même quantité de papier par rapport aux encres au pétrole. On a découvert que l'encre de soja, pour la même quantité, se répandait 15% de plus, ce qui réduit l'usage de l'encre et les coûts de nettoyage de l'imprimante.
Les journaux utilisent régulièrement l'encre de soja, en particulier pour la couleur car cela donne une image plus nette et plus lumineuse. Les encres couleur de journaux sont aussi plus rentables que les encres au pétrole. Elles ne sont cependant que cinq à dix pour cent moins chères car le prix est largement tributaire de celui du pigment, ce qui est moins le cas avec les encres noires. Les encres couleur au soja permettent des économies en termes d'excès de pigment, de COV et de coûts de nettoyage d'imprimante. Le « coût global » des encres de soja étant significativement plus bas que le prix initial du marché, elles deviennent plus compétitives que leurs homologues au pétrole et de plus en plus largement acceptées. Elles sont par ailleurs compatibles avec l'impression des étiquettes, permettant en outre une couverture d'encrage réduit de 85% par rapport aux encres à base d'eau.

## Inconvénients
L'encre de soja pose un problème non négligeable car elle prend plus de temps à sécher, à cause de l'absence de solvants s'évaporant sous forme de COV. Les presses typographiques se trouvent confrontées à un véritable défi, en particulier celles qui utilisent du papier glacé (comme les magazines); dans le cas du papier poreux et non-glacé (comme celui des journaux)  l'encre sèche par absorption ou par chauffage IR. Des études actuelles dans le durcissement de l'encre réactive aux UV sont en cours chez beaucoup de producteurs, les plus connues sont dirigées par Flint Group.
Ce procédé sèche plus rapidement, est moins cher, utilise moins d'énergie et n'émet pas de COV, mais requiert un changement d'équipement significatif et n'a pas été prévu pour être disponible au détail en 2006.